# 66 Cancri
66 Cancri, som är stjärnans Flamsteed-beteckning, är en dubbelstjärna, belägen i den norra delen av stjärnbilden Kräftan. Den har en kombinerad skenbar magnitud av ca 5,87 och är svagt synlig för blotta ögat där ljusföroreningar ej förekommer. Baserat på parallax enligt Gaia Data Release 2 på ca 6,9 mas, beräknas den befinna sig på ett avstånd på ca 474 ljusår (ca 145 parsek) från solen. Den rör sig närmare solen med en heliocentrisk radialhastighet på ca -13 km/s.

## Egenskaper
Primärstjärnan 66 Cancri A är en vit till blå stjärna i huvudserien av spektralklass A2 V. Den har en massa som är ca 2,7 solmassor, en radie som är ca 4 solradier och utsänder från dess fotosfär ca 96 gånger mera energi än solen vid en effektiv temperatur av ca 9 000 K.
År 2003 var följeslagaren 66 Cancri B, av skenbar magnitud 8,56, lokaliserad med en vinkelseparation av 4,43 bågsekunder från primärstjärnan vid en positionsvinkel på 134°.